# Мост Виктория

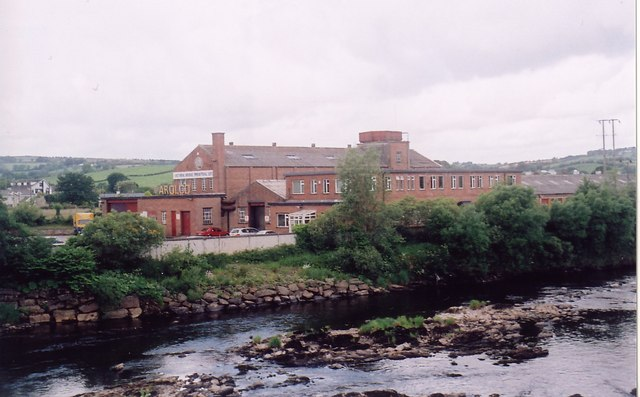
Вид на деревню со стороны реки Мурн

Мост Виктория (англ. Victoria Bridge, ирл. Droichead Victoria) — деревня в районе Страбэйн, находящийся в графстве Тирон Северной Ирландии. Согласно переписи 2001 года, здесь живёт 318 человек .
Местная железнодорожная станция была открыта 9 мая 1852 года, последний поезд прошёл через неё 14 февраля 1965 года. Кроме того, тут проходила трамвайная ветка, связывавшая деревню с Каслдергом, ближайшим торговым поселением; станция была открыта 4 июля 1884 года и закрыта 17 апреля 1933 (в тот год была закрыта вся линия).